# FU Водолея
FU Водолея (лат. FU Aquarii) — одиночная переменная звезда в созвездии Водолея на расстоянии (вычисленном из значения параллакса) приблизительно 13867 световых лет (около 4252 парсеков) от Солнца. Видимая звёздная величина звезды — от +13,7m до +13,2m.

## Характеристики
FU Водолея — белая пульсирующая переменная звезда типа RR Лиры (RRC:) спектрального класса A. Эффективная температура — около 7822 К.